# عمارت (سیروان)
عمارت، روستایی در بخش مرکزی شهرستان سیروان در استان ایلام ایران است.

## جمعیت
بر پایه سرشماری عمومی نفوس و مسکن در سال ۱۳۹۵، جمعیت این روستا برابر با ۱۲۷ نفر (۳۷ خانوار) بوده است.